# Framing Britney Spears
The New York Times Presents: Framing Britney Spears (bra: Framing Britney Spears: A Vida de uma Estrela) é um documentário televisivo de 2021, dirigido por Samantha Stark, e produzido por Jason Stallman, Sam Dolnick e Stephanie Priess. O filme gira em torno da carreira da cantora estadunidense Britney Spears, sua celebridade e popularidade na cultura norte-americana, e a tutela sob a qual ela vive desde 2008, e que gerou o movimento Free Britney, movido pelos fãs.
Lançado em 5 de fevereiro de 2021, como uma edição da série The New York Times Presents, nos canais FX e FX on Hulu, o documentário explora a ascensão de Spears à fama como uma estrela pop, como ela é tratada pelos paparazzi, seu altamente divulgado colapso de 2007, e sua subsequente tutela exigida pela justiça, e supervisionada por seu pai, Jamie Spears. Pouco depois de o documentário ter ido ao ar, um juiz de sucessões rejeitou as objeções de Jamie em relação ao acordo de co-tutela. O documentário também está disponível no FXNOW e FX On Demand, em provedores de cabo e satélite.

## Sinopse
Em 2021, aos 39 anos, Britney Spears, uma das estrelas pop de maior sucesso do mundo, com um patrimônio líquido estimado em US$ 59 milhões, continua sob o controle legal de seu pai, Jamie Spears.
Framing Britney Spears reexamina a carreira da cantora, sua ascensão à fama intensa, e lutas pessoais ao longo de suas três décadas no showbusiness.
A ex-executiva de marketing da Jive Records, Kim Kaiman, explica como sua imagem foi cultivada depois que ela assinou um contrato de gravação, e descreve Jamie como sendo desconectado da vida de sua filha desde cedo. "A única coisa que Jamie já me disse foi: 'Minha filha vai ser tão rica que vai me comprar um barco'," diz Kaiman. "Isso é tudo que vou dizer sobre Jamie."
Entrevistadores são mostrados em diversos momentos fazendo perguntas sexistas a Spears, e Diane Sawyer a acusa de "aborrecer muitas mães neste país".
O filme argumenta que o cantor Justin Timberlake usou como arma sua mágoa para com Spears no videoclipe da canção "Cry Me a River", e em uma entrevista subsequente, onde ele entusiasticamente reconhece ter feito sexo com ela.
O documentário também explora a crise de Spears em 2007, e entrevista o paparazzo Daniel "Dano" Ramos, que fotografou Spears atacando seu carro com um guarda-chuva. “Ela nunca nos deu uma pista ou informação de que, eu não gosto de vocês, me deixem em paz”, diz Ramos.
O relacionamento de Spears com Sam Lufti  —  que à época se identificou como seu novo empresário — é especulado no filme como um ponto de partida para seu pai primeiro negociar uma tutela, e Lufti é descrito como alguém que se "conecta a celebridades, frequentemente em momentos vulneráveis para elas."
O filme explica que tutelas são criadas para pessoas que são incapazes de tomar suas próprias decisões ou são mentalmente incapacitadas. Spears é mostrada trabalhando de forma consistente ao longo de sua tutela.
A amiga de longa data da família de Spears, e ex-assistente, Felicia Culotta, diz estar perplexa com o acordo de tutela "especialmente para alguém da idade de Britney e alguém capaz de tanto que eu sei em primeira mão que ela é capaz".
O filme observa que Spears pediu publicamente que seu pai fosse definitivamente afastado de seu papel de conservador, e mostra clipes de seus fãs no movimento #Free Britney, exigindo que os tribunais atendam aos desejos da cantora.
No final do filme, é mostrada uma lista com os nomes das pessoas contatadas pata que contribuíssem com o filme, mas que não o fizeram, incluindo a família de Spears. Também é mostrado que a própria Spears foi convidada a ser entrevistada, mas nunca se soube se ela recebeu o pedido.

## Recepção

### Resposta crítica
No site agregador de críticas Metacritic, Framing Britney Spears tem uma pontuação média de 76 de 100, com base em 5 críticos, indicando críticas "em geral favoráveis". Daniel D'Addario da revista Variety afirmou: "Este filme fornece uma espécie de retrato em miniatura de uma pessoa a quem a liberdade foi negada, e para quem essa negação não é nenhuma surpresa. Antes do pai [de Britney Spears], a cultura que a idolatrava a havia mantido prisioneira também."

### Reações
A primeira exibição do documentário no canal FX teve 265.000 espectadores, embora também estivesse disponível no Hulu no mesmo dia da estreia da transmissão.
Em 7 de fevereiro de 2021, "Lamentamos Britney" estava em alta no Twitter. Inúmeras celebridades e personalidades da televisão receberam críticas por comentários passados e perguntas de entrevistas dirigidas a Spears. Entre elas estão Justin Timberlake, Diane Sawyer, Sarah Silverman, Joel McHale, Ivo Niehe, e John O’Hurley.
Após a estreia do documentário, Spears atraiu o apoio de um grande número de celebridades, incluindo Sarah Jessica Parker, Bette Midler, Kathy Najimy, Miley Cyrus, Sam Smith, Charlie Puth, Ellie Goulding, Hayley Williams, Vanessa Carlton, Hayley Kiyoko, Courtney Love, Kacey Musgraves, Sandra Bernhard, Garbage, Emma Caulfield, Jameela Jamil, Pitbull, e Olivia Newton-John.

## Transmissões internacionais
| País               | Rede de TV               | Data                    | Ref.   |
| ------------------ | ------------------------ | ----------------------- | ------ |
| Dinamarca          | TV 2                     | 15 de fevereiro de 2021 | [ 19 ] |
| Países Baixos      | Net5                     | 15 de fevereiro de 2021 | [ 20 ] |
| Reino Unido        | Sky Documentaries Now TV | 16 de fevereiro de 2021 | [ 21 ] |
| Bélgica (Flandres) | VTM                      | 18 de fevereiro de 2021 | [ 22 ] |
| Finlândia          | MTV Finlândia            | 18 de fevereiro de 2021 | [ 23 ] |
| Noruega            | NRK2                     | 18 de fevereiro de 2021 | [ 24 ] |
| Portugal           | Odisseia                 | 22 de fevereiro de 2021 | [ 25 ] |
| Israel             | HOT8 yesVOD              | 23 de fevereiro de 2021 | [ 26 ] |
| Canadá             | Crave                    | 26 de fevereiro de 2021 | [ 27 ] |
| Itália             | Discovery+               | 01 de março de 2021     | [ 28 ] |
| Austrália          | Nine Network             | 02 de março de 2021     | [ 29 ] |
| Eslováquia         | Voyo                     | 11 de março de 2021     | [ 30 ] |
| Brasil             | Globoplay                | 20 de março de 2021     | [ 31 ] |